# 约瑟夫·埃德
约瑟夫·埃德（德語：Josef Eder，1942年5月2日—），奥地利男子雪车运动员。他曾代表奥地利参加1968年和1972年冬季奥林匹克运动会雪车比赛，其中1968年冬季奥运会获得一枚银牌。